# John Lanchester
John Henry Lanchester (Amburgo, 25 febbraio 1962) è uno scrittore e giornalista britannico.

## Biografia
Nato ad Amburgo nel 1962, vive e lavora a Londra.
Cresciuto in Estremo Oriente ed educato in Inghilterra, ha esordito nella narrativa nel 1996 con Gola, originale biografia dello chef Tarquin Winot insignita di numerosi riconoscimenti tra i quali il Costa Book Award per il romanzo d'esordio e l'Hawthornden Prize.
Giornalista, ha lavorato per il periodico London Review of Books e per il Daily Telegraph ed è stato editor per la casa editrice Penguin Random House.
Autore di 5 romanzi, un memoir e 5 opere di saggistica, dalla sua opera Capital, Pepys road del 2012 è stata tratta una mini-serie Tv nel 2015.

## Opere

### Narrativa
- John Lanchester, Gola [The debt to pleasure], traduzione di Francesco Bruno, Milano, CDE, 1996  [1996].
  -  John Lanchester, Gola [The debt to pleasure], collana La gaja scienza 494, traduzione di Francesco Bruno, Milano, Longanesi, 1996  [1996], ISBN 88-304-1339-9.
  -  John Lanchester, Gola [The debt to pleasure], collana TEAdue 589, traduzione di Francesco Bruno, Milano, TEA, 1997  [1996], ISBN 88-7818-264-8.
  -  John Lanchester, Gola [The debt to pleasure], collana Le fenici tascabili 49, traduzione di Francesco Bruno, Parma, Guanda, 2002  [1996], ISBN 88-8246-432-6.
- John Lanchester, L'uomo che sognava altre donne [Mr. Phillips], collana La gaja scienza 619, traduzione di Marcella Dallatorre, Milano, Longanesi, 2000  [2000], ISBN 88-304-1801-3.
  -  John Lanchester, L'uomo che sognava altre donne [Mr. Phillips], collana TEAdue 1066, traduzione di Marcella Dallatorre, Milano, TEA, 2003  [2000], ISBN 88-502-0360-8.
- John Lanchester, Il porto degli aromi [Fragrant harbour], collana La gaja scienza 720, traduzione di Marcella Dallatorre, Milano, Longanesi, 2004  [2004], ISBN 88-304-2043-3.
- John Lanchester, Pepys road [Capital], collana Scrittori italiani e stranieri, traduzione di Norman Gobetti, Milano, Arnoldo Mondadori Editore, 2013  [2012], ISBN 978-88-04-62446-2.
  -  John Lanchester, Capitale [Capital], collana Contemporanea, traduzione di Norman Gobetti, Milano, Oscar Mondadori, 2014  [2012], ISBN 978-88-04-63594-9.
- John Lanchester, Il muro [The wall], collana Il contesto 110, traduzione di Federica Aceto, Palermo, Sellerio, 2020  [2019], ISBN 978-88-389-4079-8.
- (EN) John Lanchester, Reality and Other Stories, 2020.

### Saggistica
- (EN) John Lanchester, Family Romance, 2007.
- John Lanchester, Dalla bolla al crac [Cityphilia], collana Lancette, traduzione di Fabrizio Saulini, Fusi Orari, 2008  [2008], ISBN 978-88-89674-37-6.
- (EN) John Lanchester, Whoops! Why Everyone Owes Everyone and No One Can Pay, 2010.
- (EN) John Lanchester, What We Talk About When We Talk about the Tube: The District Line, 2013.
- (EN) John Lanchester, How to Speak Money: What the Money People Say--And What It Really Means, 2014.

## Televisione
- Capital Serie TV ideata da Peter Bowker (2015) (soggetto)

## Premi e riconoscimenti
- Betty Trask Award: 1996 vincitore con Gola[7]
- Costa Book Award per il romanzo d'esordio: 1996 vincitore con Gola
- Hawthornden Prize: 1997 vincitore con Gola
- Bollinger Everyman Wodehouse Prize: 2012 finalista con Pepsy road
- Booker Prize: 2019 nella longlist con The Wall